# زردپریان
زردپریان (نام علمی: Barbinae) نام یک زیرخانواده از تیره کپورماهیان است.